# Башкирская энциклопедия
«Башкирская энциклопедия» — универсальное справочно-энциклопедическое издание национально-регионального типа в 7-ми томах, в котором в алфавитном порядке опубликованы сведения об административном устройстве, истории, науке и культуре, общественно-политической жизни, искусстве, архитектуре, экономическом развитии и природно-климатических условиях Республики Башкортостан. Охватывает все стороны знаний о прошлом и настоящем Башкортостана, о его вкладе в развитие России и мировой цивилизации.

## История
В Башкортостане первая Энциклопедия «Аҫар» («Наследие») была подготовлена на рубеже XIX—XX веков Р. Ф. Фахретдиновым. Он подготовил к печати 4 тома. Энциклопедия включала биографии богословов, писателей, общественных деятелей, предпринимателей‑меценатов Урало‑Поволжья. Всего в 1900—1908 годах было издано два тома в 15 книгах.
19 марта 1991 года было принято постановление Совета Министров Башкирской ССР от № 64 «О подготовке и издании Башкирской Советской Энциклопедии». При Институте истории, языка и литературы создана группа, затем «Отдел Башкирской Энциклопедии». Были выделены средства на издание, в порядке спонсорства ведомствами, организациями и учреждениями республики на расчётный счёт для подготовки и издания Башкирской Энциклопедии перечислено было более 800 тысяч рублей. В мае 1991 года во исполнение Постановления Совета Министров БАССР «О подготовке и издании Башкирской Советской Энциклопедии» в Институте истории, языка и литературы Башкирского научного центра Уральского отделения АН СССР создана группа Башкирской энциклопедии (с февраля 1992 — отдел). Руководитель, заведующий отделом – ведущий ученый-тюрколог республики Рашит Закирович Шакуров. Научно-редакционный совет Башкирской энциклопедии - председатель, главный редактор Башкирской энциклопедии – академик АН РБ З.Г. Ураксин (1993), заместитель председателя, заместитель главного редактора Башкирской энциклопедии – Р.З. Шакуров (1993).
В феврале 1993 года на основании Постановления Совета Министров РБ «О ходе подготовки к изданию Башкирской Энциклопедии» (от 19 января 1993 года) отдел был преобразован в Главную редакцию Башкирской энциклопедии Академии наук Республики Башкортостан. Были созданы первые отраслевые отделы: экономики и народного хозяйства; географии и геологии; культуры и искусства; литературы, фольклора и языкознания; математики, физики, техники; истории; философии, религии, государства и права; науки, образования и СМИ; биологии, химии, медицины; а также отделы научного и литературного контроля; производственно-технический.
16 января 1995 года вышел указ Президента Республики Башкортостан М. Г. Рахимова «О мерах по ускорению создания Башкирской энциклопедии». Отделениями Академии наук Республики Башкортостан, Главный редактор Башкирской энциклопедии академик АН РБ З. Г. Ураксин приняли дополнительные меры по улучшению научно-методического руководства деятельностью издательства, привлечению ведущих учёных республики к подготовке Башкирской энциклопедии. Первая в республике краткая энциклопедия «Башкортостан» вышла в 1996 г. (на русском языке) и в 1997 г. (на башкирском языке). Главный редактор изданий - Р.З.Шакуров. Редакционная коллегия: З.Г.Ураксин (председатель), Р.З.Шакуров (зам. председателя). Издание осуществлено согласно Указу Президента РБ и постановления Правительства РБ. 
Кабинетом министров Республики Башкортостан было принято постановление № 340 от 26 октября 1999 года № 340 об издании многотомной Башкирской энциклопедии. 
Подготовка материалов энциклопедии и её издание заняло около 13 лет. Энциклопедия вышла на русском языке, ведётся работа по переводу многотомного издания на башкирский язык. В 2014 году выпущен первый том энциклопедии на башкирском языке «Башҡорт энциклопедияһы». Издание подготовлено на основе статей «Башкирской энциклопедии» на русском языке и дополнено новыми данными материалами.

## Описание
Башкирская энциклопедия включает свыше 17 тысяч статей (треть из них — биографические) и 4610 иллюстраций. В энциклопедии содержится информация о странах мира и субъектах Российской Федерации, с которыми Башкортостан имеет исторические, экономические и культурные связи; о районах и населённых пунктах Республики Башкортостан; о географических объектах (горах, реках, озёрах и др.); о флоре и фауне Республики; об отраслях экономики; о предприятиях, учреждениях, организациях; о важнейших исторических событиях; о людях, внёсших значительный вклад в развитие Башкортостана; о народах республики. Приводятся подробные сведения о культуре и быте башкир. Рассматриваются вопросы образования, науки, литературы, искусства в Башкортостане.
Издание подготовлено коллективом авторов (более тысячи авторов, составителей, научных редакторов, рецензентов и консультантов). Издательство — ГАУН РБ «Башкирская энциклопедия». Главный редактор — М. А. Ильгамов. Тираж составил 7000 экземпляров. Издание отпечатано в ГУП РБ «Уфимский полиграфкомбинат». Карты административных районов Башкортостана подготовлены ФГУ «Омская картографическая фабрика».

## Состав издания
| Том | Граничные статьи                       | Год издания | Число страниц | Число статей | Число биографий | Число иллюстраций | ISBN              |
| --- | -------------------------------------- | ----------- | ------------- | ------------ | --------------- | ----------------- | ----------------- |
| 1   | А — Б                                  | 2005        | 624           | 2700         | 900             | 630               | 978-5-88185-053-X |
| 2   | В — Ж                                  | 2006        | 624           | 2200         | 800             | 600               | 978-5-88185-062-9 |
| 3   | З — К                                  | 2007        | 672           | 2800         | 1000            | 750               | 978-5-88185-064-7 |
| 4   | Л — О                                  | 2008        | 672           | 2700         | 800             | 750               | 978-5-88185-068-5 |
| 5   | П — С                                  | 2009        | 576           | 2300         | 800             | 650               | 978-5-88185-072-2 |
| 6   | С — У                                  | 2010        | 544           | 2400         | 530             | 640               | 978-5-88185-071-5 |
| 7   | Ф — Я, именной указатель, библиография | 2011        | 624           | 2200         | 900             | 545               | 978-5-88185-075-3 |